# Heliothea striata
Heliothea striata là một loài bướm đêm trong họ Geometridae.